# Русайни
Русайни (пол. Rusajny, нім. Roschenen) — село в Польщі, у гміні Семпополь Бартошицького повіту Вармінсько-Мазурського воєводства.
Населення — 87 осіб (2011).

## Демографія
Демографічна структура станом на 31 березня 2011 року:
|          | Загалом | Допрацездатний вік | Працездатний вік | Постпрацездатний вік |
| -------- | ------- | ------------------ | ---------------- | -------------------- |
| Чоловіки | 42      | 7                  | 29               | 6                    |
| Жінки    | 45      | 8                  | 28               | 9                    |
| Разом    | 87      | 15                 | 57               | 15                   |